# Jana Pittichová
| 188534 Mauna Kea | 15 settembre 2004 |
| 265380 Terzan    | 15 settembre 2004 |

Jana Pittichová (Bratislava, 9 aprile 1972) è un'astronoma slovacca.

## Biografia
Diplomatasi nel 1990, consegue la laurea in astronomia nel 1995 all'Università Comenio di Bratislava. Nel 1999 ottiene il dottorato in astronomia all'Accademia Slovacca delle Scienze.
Il Minor Planet Center le accredita le scoperte di nove asteroidi, effettuate tra il 2003 e il 2004 in parte in collaborazione con Jim Bedient o Nicholas A. Moskovitz.
Le è stato dedicato l'asteroide 20187 Janapittichová.
Jana Pittichová ha lavorato con Karen Jean Meech.